# L'Étrat
L'Étrat is een gemeente in het Franse departement Loire (regio Auvergne-Rhône-Alpes). De plaats maakt deel uit van het arrondissement Saint-Étienne. L'Étrat telde op 1 januari 2022 2.820 inwoners.

## Geografie
De oppervlakte van L'Étrat bedroeg op 1 januari 2022 8,48 vierkante kilometer; de bevolkingsdichtheid was toen 332,5 inwoners per km².

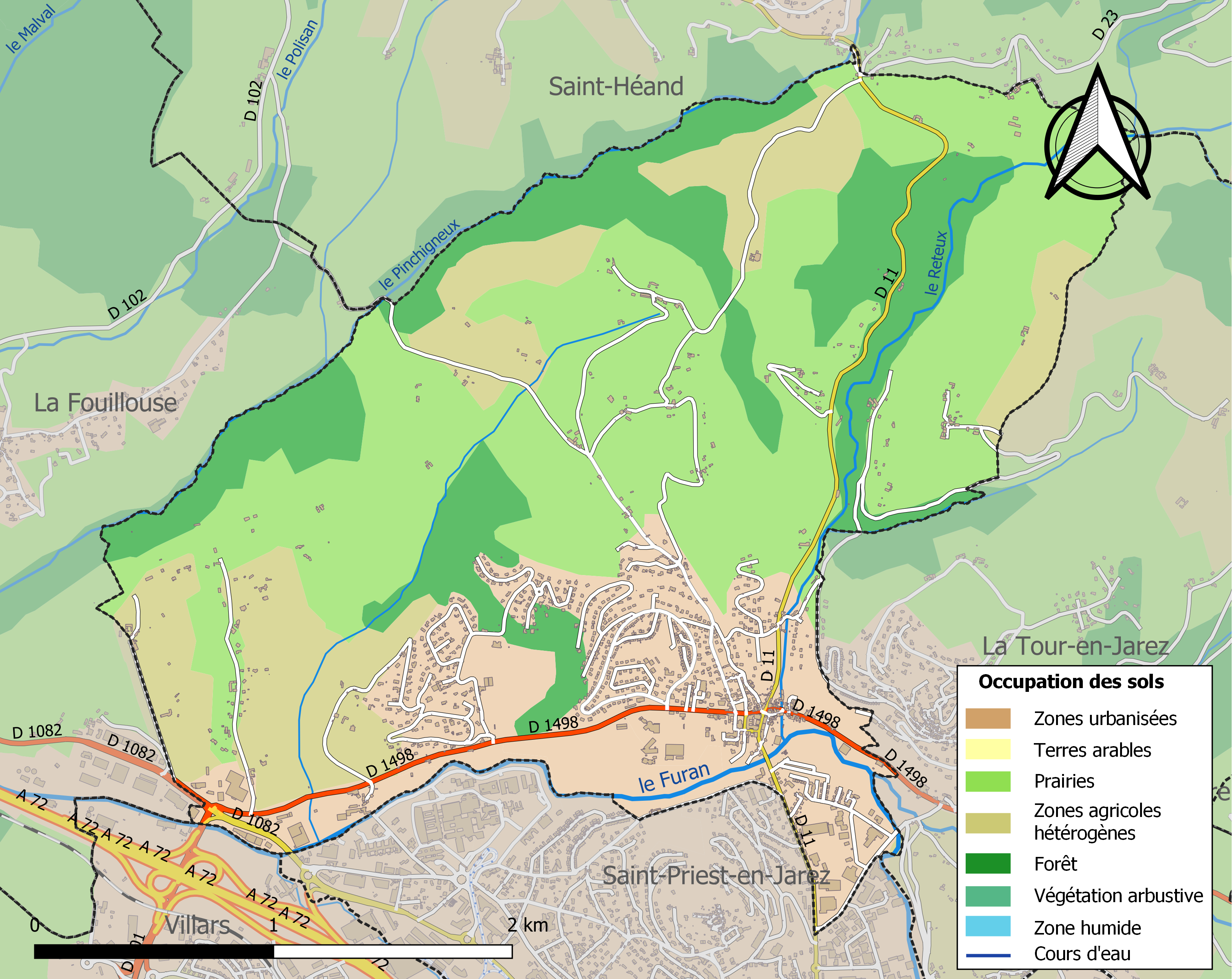
Kaart van de gemeente met de belangrijkste infrastructuur, bodemgebruik en omliggende gemeenten

## Demografie
Onderstaande figuur toont het verloop van het inwonertal (bron: INSEE-tellingen).